# Desktop Dungeons
Desktop Dungeons est un jeu solo de type RPG développé et publié par QCF Design. Avant sa sortie en novembre 2013, le jeu subit une longue phase de bêta test public, pendant laquelle les utilisateurs ayant pré-commandé le jeu peuvent y accéder. Dans le jeu, le joueur se dirige dans un donjon rempli de monstres avant d'en combattre le boss final. Le jeu utilise des éléments de jeux de type puzzle, où le joueur doit trouver les meilleurs moyens d'utiliser certains objets, sorts et améliorations afin d'atteindre le boss final sans que leur personnage ne perde trop de santé. Desktop Dongeons a été comparé à un rogue-like, avec un gameplay plus condensé. Le jeu reçoit la récompense Excellence en Design à l'édition 2011 de l'Independant Games Festival. Le jeu est disponible pour Windows, Macintosh, Linux, iOS and Android.

## Système de jeu
Le jeu se joue comme un rogue-like en condensé, avec des sessions de jeu d'environ 10 minutes. Le joueur choisit une race et une classe pour son personnage, avant de l'envoyer dans un donjon généré aléatoirement. Après avoir terminé des donjons, le joueur est récompensé en pouvant débloquer de nouvelles classes pour son personnage, des armes de départ, et autres bonus de donjon,. Le joueur peut utiliser des autels pour vénérer différents dieux qui confèrent ensuite au joueur des règles, qui avantagent le joueur s'il les suit ou lui nuisent s'il ne les suit pas.
Des modders peuvent créer des tuiles pour le jeu, qui modifient l'apparence du donjon. Derek Yu, le créateur du jeu vidéo Spelunky, créa une tuile que les développeurs de Desktop Dungeons décidèrent d'utiliser comme l'apparence par défaut du jeu.

## Développement
Desktop Dungeons est développé par trois personnes en Afrique du Sud. Rodain Joubert déclare qu'il commence le développement du jeu en janvier 2010, après avoir joué à un grand nombre de rogue-like puis lu un manifeste d'Edmudn McMillen, le créateur de Super Meat Boy et premier character artist et animateur de Braid,. La version alpha du jeu a été créée à l'aide de Game Maker, et l'une des modifications majeures du jeu pendant le développement alpha fut la possibilité de vénérer des dieux aux autels, affectant le déroulement d'un donjon.
La version bêta inclut une mise à niveau graphique significative depuis la version alpha gratuite, un nouveau système de tutoriel, des modifications de la progression du personnage, un inventaire pour le joueur, et un coffre d'aventurier où stocker des objets entre les sessions de donjon.

## Diffusion préliminaire et accueil
L'accueil préliminaire du jeu par les critiques, basé sur la sortie de la version bêta, a été globalement positif,. Le jeu était disponible à la pré-commande pendant cette période, permettant aux utilisateurs d'accéder à une version bêta. Une Edition Spéciale du jeu, incluant des classes et quêtes supplémentaires, était également disponible à la pré-commande. Une Edition Exclusive du jeu était également vendue en pré-commande aux utilisateurs, dans laquelle leurs noms seraient mentionnés à la fois dans le jeu et les crédits. Avec les modifications faites pour la version bêta, Alec Meer, journaliste pour Rock, Paper, Shotgun, écrit « Desktop Dungeons est à présent le jeu qu'il a toujours mérité d'être ». Le jeu reçoit la récompense Excellence en Design à l'édition 2011 de l'Independant Games Festival. Le jeu est listé no 3 dans le Top 10 Indie Games of 2010 de Gamasutra.

## Controverse
Eric Farraro, développeur sous le pseudonyme Lazy Peon, crée un jeu pour iPhone intitulé League of Epic Heroes après avoir joué à la version bêta de Desktop Dungeons. Farraro annonce League of Epic Heroes dans un article internet en Octobre 2010 et écrit : « Pour rendre à César ce qui est à César, League est basé sur le gameplay de Desktop Dungeons ». League of Epic Heroes utilise les mêmes mécaniques, classes, sorts et système de progression que Desktop Dungeons, mais pas les mêmes graphiques, effets sonores, code source, ou autres ressources du jeu. Farraro contacte QCF Design le 12 Novembre 2010 avec des informations sur le jeu qu'il était en train de créer, et affirme que ce jeu n'est pas un clone. Malgré la demande de QCF Design à Farraro de ne pas lancer le jeu, League of Epic Heroes sort dans l'Apple App Store le 23 Novembre 2010. Après réception d'un avis de violation des droits d'auteur de la part des avocats de QCF, Farraro retire League of Epic Heroes de l'App Store,.

## Musique
La bande-son du jeu est réalisée par Grant Kirkhope et Danny Baranowsky et disponible depuis le 31 octobre 2013 sur la page Bandcamp de Baranowsky.